# Логинов, Михаил Дмитриевич
Михаил Дмитриевич Логинов — советский хозяйственный, государственный и политический деятель.

## Биография
Родился в 1922 году в деревне Худышино. Член КПСС с 1945 года.
Участник Великой Отечественной войны, механик авиавооружения 391-го ночного бомбардировочного авиполка 314-й ночной бомбардировочной Краснознамённой Полоцкой авиадивизии. С 1947 года — на хозяйственной, общественной и политической работе. В 1947—1982 гг. — колхозник, лесогон, костерщик, крепильщик шахты «Октябрёнок», гонорабочий очистного забоя шахты № 2 «Капитальная» комбината «Кизелуголь» города Губаха.
Избирался депутатом Верховного Совета СССР 7-го созыва.
Умер в Губахе после 1985 года.